# معركة ستوكاش (1799)
معركة ستوكاش (بالإنجليزية: Battle of Stockach)‏ هي معركة دارت بين الجيوش الفرنسية والنمساوية في يوم 25 مارس عام 1799 من أجل السيطرة على منطقة هيجاو الاستراتيجية جغرافياً (بادن-فورتمبيرغ في الوقت الحالي). وفي السياق العسكري الواسع، هذه المعركة تُشكل حجر الأساس في الحملة الأولى في جنوب غرب ألمانيا خلال حروب الائتلاف الثانية، وهي جزء من حروب الثورة الفرنسية.
كانت هذه المعركة هي الثانية بين الجيش الفرنسي من جيش الدانوب، بقيادة جان باتيست جوردان، وجيش هابسبورغ تحت قيادة الأرشيدوق تشارلز بعد أن تعاركا قبل بضعة أيام من المعركة في 20-22 مارس في معركة أوستراتش على حقول المستنقعات جنوب شرق أوستراتش ومرتفعات بفوليندورف. قوة الجيش النمساوي كانت متفوقة، ما يقارب أكثر من ضعف الجيش الفرنسي مِما أجبر الفرنسيين على الانسحاب أثناء المعركة.